# Desa Melinggih Kelod
Desa Melinggih Kelod (engelska: Melinggih Kelod) är en administrativ by i Indonesien.   Den ligger i provinsen Provinsi Bali, i den sydvästra delen av landet, 1 000 km öster om huvudstaden Jakarta. Desa Melinggih Kelod ligger på ön Bali.